# III. Adziwonor
Mamaa III. Adziwonor (polgári nevén Joyce Bansah) a ghánai szubnacionális királyság Gbi Ahado-Hohoe uralkodója és a dinasztikus rendek nagymestere.

## Családja
III. Adziwonor ghánai törzsi királyi családba született, majd felnőttként Németországba költözött, ahol jelenleg is él a családjával.

## Uralkodása
2018-ban az afrikai ország Gbi Ahado-Hohoe törzsi területének királynőjévé választották. Trónra emelése óta többször is felkereste az országát, melynek fejlődése érdekében számos jótékonysági programot indított, állandó lakhelye azonban továbbra is Németországban van. Királyságát helyi megbízottakon keresztül a világhálón keresztül vezeti, s lényegében ceremoniális és jószolgálati feladatokat lát el. Alattvalóinak száma kb. 30 000 főre tehető.

## Alkotmányos státusa
Ghána államformája köztársaság, azonban az alkotmány elismeri a tradicionális uralkodók lokális és törzsi szuverenitását, s trónralépésüket a kormányzati szervek hagyják jóvá.